# Club Atletisme Tarragona
El Club Atletisme Tarragona es va constituir un 30 d'agost del 1990 com a escissió de la secció d'atletisme del Club Natació Tarraco, i es va establir com associació sense ànim de lucre, treballant per la promoció i la pràctica d'atletisme.